# フェリー海竜
フェリー海竜 （フェリーかいりゅう）は、鹿児島県長島町の諸浦港（しょうらこう）と鹿児島県長島町の獅子島にある片側港（かたそばこう）を結ぶ、有限会社山坂汽船によるフェリー。

## 概要
諸浦港〜片側港間に19トンのカーフェリー、フェリー海竜 1隻を就航している。
2011年10月の時点で日中5往復運行している。（所要時間20分）
かつて有村産業で運航されていたRO-RO船「フェリー海龍」とは関係はない。

## 事務所
- 鹿児島県出水郡長島町鷹巣4185-1（山坂汽船）

## 寄港地（陸上に係員は存在しない）
- 諸浦港：鹿児島県出水郡長島町諸浦

北緯32度15分19.8秒 東経130度11分0.2秒 / 北緯32.255500度 東経130.183389度
- 片側港：鹿児島県出水郡長島町獅子島

北緯32度16分41.8秒 東経130度13分0.4秒 / 北緯32.278278度 東経130.216778度

## 所属船舶
フェリー海竜（過去に南九船舶のフェリーなんきゅう（1代目）として指宿-大根占間を航行していた）
- 19トン、乗客定員38人、乗用車8台またはマイクロバス1台まで乗船可能

## 過去の所属船舶
2009年7月、既に別のフェリーが就航していたこの航路に新規参入した。
但し山坂汽船は過去に長島町伊唐島を中心に獅子島と長島本島を結ぶ航路に就航していた事業体であり、
長島本島と伊唐島を結ぶ伊唐大橋完成に伴う就航航路変更であった。